# 托德溪 (科羅拉多州)
托德溪（英語：Todd Creek）是位於美國科羅拉多州亞當斯縣的一個人口普查指定地區。

## 地理
托德溪的座標為39°58′53″N 104°52′10″W / 39.98139°N 104.86944°W，而該地最高點為海拔高度1540米（即5052英尺）。

## 人口
根據2010年美國人口普查的數據，托德溪的面積為26.0平方千米，當中陸地面積為25.5平方千米，而水域面積為0.5平方千米。當地共有人口3768人，而人口密度為每平方千米144人。